# Igor Oleynikov
Igor Oleynikov, né en 1953 à Lioubertsy, est un écrivain et illustrateur russe, auteur de littérature d'enfance et de jeunesse. Il est lauréat du prestigieux prix international, le Prix Hans Christian Andersen, dans la catégorie Illustration, en 2018.

## Biographie
Né près de Moscou, il fait des études d'ingénieur à l'université de Moscou. Il travaille ensuite comme animateur pour les studios de cinéma Soyuzmultfilm Studio. Il est entre autres directeur artistique sur le long métrage Le Mystère de la troisième planète (1981).
Il illustre ses propres récits, ainsi que les classiques signés Alexandre Pouchkine ou Nicolas Gogol.
En 2018, il est lauréat du prestigieux Prix Hans Christian Andersen d'illustration.
En 2022, il est sélectionné pour un autre prestigieux prix, le Prix commémoratif Astrid-Lindgren.

## Œuvres traduites en français

### Illustrateur
- Hilde Paeshuys, Les aventures de Lara au stage poney, Chantecler, 2003.
- Nancy Walker-Guye, Une surprise pour Pâques, Nord-Sud, 2005   (ISBN 9783314217999)

## Prix et distinctions
- (international) « Honour List » 2012[4] de l' IBBY pour  Ballada o malen’kom buksire
- 2018 : Prix Hans Christian Andersen d'illustration[1]
- 2022 :  Sélection pour le Prix commémoratif Astrid-Lindgren[3]